# 津田昌太朗
津田 昌太朗（つだ しょうたろう、1986年2月22日 - ）は、日本の編集者、ラジオパーソナリティ。音楽フェス情報サイト「Festival Life」編集長。兵庫県出身。

## 略歴
兵庫県立姫路西高等学校卒業後、慶應義塾大学に進学。大学卒業後は博報堂に入社し、会社員として務める傍ら、副業で日本最大級の音楽フェス情報サイト「Festival Life」の運営に携わるようになり、グラストンベリー・フェスティバルに参加したことがきっかけで、2013年に博報堂を退社。その後イギリスに移住し、海外フェス横断プロジェクト「Festival Junkie Project」を立ち上げ、世界中のフェスを取材し続けていることで著名である。
数年間の海外生活を経て、帰国後は「Festival Life」の編集長として雑誌連載やラジオパーソナリティ、自身がホストを務めるポッドキャスト番組「Festival Junkie Podcast」の配信や、サマーソニックをはじめとした音楽フェスでのステージMCなど、音楽フェス文化を多方面から精力的に発信している。
以前はワタナベエンターテインメントの文化人枠に所属していた。

## 出演番組

### テレビ
- 小出恵介の木曜TheNIGHT（2017年3月9日 Abema TV）
- きゃりーぱみゅぱみゅのなんだこれTV（2019年7月8日 スペースシャワーTV）
- ダラケ! 〜お金を払ってでも見たいクイズ〜（2019年8月5日 BSスカパー）
- ハマスカ放送部（2022年3月17日 テレビ朝日）
- フジロックネイバーズ（2022年7月25日、TeNYテレビ新潟）
- ララLIFE ROCK IN JAPAN特集（2023年9月8日 TBS）
- サタふく LIVE AZUMA特集（2024年8月17日 福島テレビ）
- ララLIFE SUMMER SONIC特集（2024年9月6日 TBS）
- #LINK UMK Jamnight特集（2024年9月13日 テレビ宮崎）

### ラジオ（ゲスト）
- AUGER Kiss our humanity（2024年10月19日 TOKYO FM）
- SONAR MUSIC（2024年9月30日 J-WAVE）
- ALL GOOD FRIDAY（2024年9月20日 J-WAVE）
- 八木亜希子LOVE&MELODY（2024年9月14日 ニッポン放送）
- GRAND MARQUEE（2024年7月30日 J-WAVE）
- Lovely Day（2024年7月30日 FM YOKOHAMA）
- Grace Place（2024年7月28日 FM802）-フジロック現地生放送
- GRAND MARQUEE（2024年7月25日 J-WAVE）-フジロック現地生放送
- GRAND MARQUEE（2024年7月24日 J-WAVE）
- RADIO DONUTS（2024年7月13日 J-WAVE）
- ダイバーシティーニュース（2024年7月11日 茨城放送）
- ANA WORLD AIR CURRENT（2024年7月6日 J-WAVE）
- まんまる（2024年7月3日 NHKラジオ）
- POP THE WORLD（2024年6月29日 J-WAVE）
- レコレール（2024年6月26日 inter FM）
- GOOUT RADIO（2024年6月7・14日 K-MIX）
- FLAG（2024年6月14日 FM YOKOHAMA）
- 山崎怜奈の誰かに話したかったこと。（2024年5月20日 TOKYO FM）
- CHEER UP!FRIDAY（2024年5月17日 CROSS FM）
- ONE MORNING（2024年5月16日 TOKYO FM）
- でぃぐらじ（2024年5月10日 FM YOKOHAMA）
- えんがわ（2024年5月10日 TBSラジオ）
- STEP ONE（2024年5月7-9日 J-WAVE）
- NME RADIO（2024年4月27・5月4日 InterFM）
- ALL GOOD FRIDAY（2024年4月26日 J-WAVE）
- Voice Media Talk（2024年4月23日 FM YOKOHAMA）
- こねくと-愛好家同盟（2024年4月17日 TBSラジオ）
- ダイバーシティーニュース（2024年4月11日 茨城放送）
- GRAND MARQUEE（2024年3月27日 J-WAVE） -ナビゲーター代演
- THE TRAD（2024年3月11日 TOKYO FM）-震災フェス特集
- Expedia presents TRAVEL THE WORLD（2024年2月24日 J-WAVE）
- SONAR MUSIC（2024年2月19日 J-WAVE）
- GRAND MARQUEE（2024年2月14日 J-WAVE）
- GRAND MARQUEE（2024年1月10日 J-WAVE）

### ラジオ（レギュラー）
- 小出恵介「渋谷のラジオの学校」（2016年-2017年 渋谷のラジオ）-レギュラー
- SUNDAY SESSIONS -FESTIVAL LIFE-（2017年4月 J-WAVE）-ナビゲーター
- ダイバーシティニュース（2022年3月〜 茨城放送）-コメンテーター
- J-WAVE HOLIDAY SPECIAL HOT SUMMER BEAT LIVE！（2022年8月 J-WAVE）-ナビゲーター
- J-WAVE SPECIAL MUSIC & THE WORLD（2023年9月 J-WAVE）-ナビゲーター

## 著書
- THE WORLD FESTIVAL GUIDE（2019年4月、いろは出版）ISBN 9784778036300
- フェス旅 日本全国音楽フェスガイド （2024年4月、小学館クリエイティブ）ISBN 9784778036300

## 連載
- FUDGE - Catch On Music
- 神戸新聞- フェス主義 祝祭の現在地